# Liste der Monuments historiques in Changy (Marne)
Die Liste der Monuments historiques in Changy führt die Monuments historiques in der französischen Gemeinde Changy auf.

## Liste der Objekte
| Bezeichnung | Beschreibung          | Standort                                     | Kennzeichnung | Schutzstatus | Datum | Bild |
| ----------- | --------------------- | -------------------------------------------- | ------------- | ------------ | ----- | ---- |
| Kanzel      | Holz, 17. Jahrhundert | in der Kirche Invention-de-St-Étienne (Lage) | PM51002232    | Inscrit      | 1975  |      |